# Alucita niphodosema
Alucita niphodosema är en fjärilsart som beskrevs av Diakonoff 1954. Alucita niphodosema ingår i släktet Alucita och familjen mångfliksmott, (Alucitidae). Inga underarter finns listade i Catalogue of Life.